# Jules Nicole

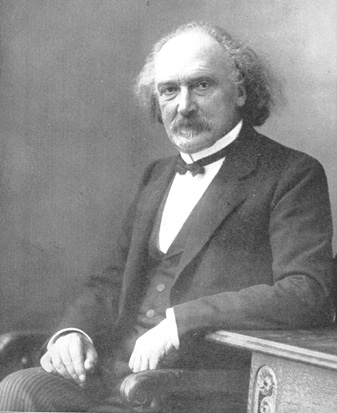
Jules Nicole

Jules Louis Adolphe Nicole (* 20. November 1842 in Genf; † 14. April 1921 in Eaux-Vives, heute ein Stadtteil von Genf) war ein Schweizer Gräzist und Papyrologe.
Nach dem Studium in Genf und Paris und dem Erwerb einer licence ès lettres 1872 an der Sorbonne war Jules Nicole, Sohn des Pfarrers François-Louis, genannt César Nicole, und der Françoise Mestral, zunächst von 1872 bis 1874 Maître de conférences an der École pratique des hautes études in Paris. 1874 wurde er auf die Professur für griechische Sprache und Literatur der Universität Genf berufen, die er bis 1917 innehatte.
Nicole ist zusammen mit dem Ägyptologen Édouard Naville Begründer der Genfer Papyrologie. Mit dessen Hilfe stellte er eine private Sammlung griechischer und lateinischer Papyri zusammen, die er 1917 der Bibliothèque publique et universitaire de Genève schenkte. Daneben begab er sich zweimal nach Ägypten, um dort direkt für die Bibliothèque publique et universitaire de Genève Papyri zu erwerben. Ihm verdanken sich die editiones principes der Genfer Scholien zur Ilias und von drei Szenen der Komödie Georgos («Der Bauer») Menanders.
1901 erhielt er die Ehrendoktorwürde der Philosophischen Fakultät der Universität Basel, 1912 die der Universität Athen in Rechtswissenschaft.

## Schriften (Auswahl)
- Archives militaires du Ier siècle. Texte inédit du papyrus latin de Genève no. 1 publié avec fac-similé, description et commentaire par Jules Nicole et Charles Morel. H. Kündig, 1900.
- Athénée et Lucien. F. Vieweg, 1886.
- L’Apologie d’Antiphon. D’après des fragments inédits sur papyrus d’Égypte. Georg, 1907.
- Le Laboureur de Ménandre. Fragments inédits sur papyrus d’Égypte, déchiffrés, traduits et commentés par Jules Nicole. Georg, 1898.
- Le Livre du préfet : édit de l’empereur Léon VI le Sage sur les corps de métiers de Constantinople. Publié pour la première fois… avec une traduction latine, des notices exégétiques et critiques et les variantes du «Genevensis» 23 au texte de Julien d’Ascalon. E. Thorin et fils, 1893.
- Le Procès de Phidias dans les Chroniques d’Apollodore. D’après un papyrus inédit de la collection de Genève, déchiffré et commenté par Jules Nicole. Kündig, 1910.
- Les Papyrus de Genève. 1er volume. Papyrus grecs, actes et lettres. Premier [-Deuxième] fascicule. Georg H. Kündig, 1896–1906.
- Les Scolies genevoises de l’Iliade. Publiées avec une étude historique, descriptive et critique sur le Genevensis 44 ou Codex ignotus d’Henri Estienne et une collation complète de ce manuscrit par Jules Nicole,… Tome I–II. H. Georg, 1891.
- Lettre inédite relative à un épisode du règne d’Antonin le Pieux. E. Leroux, 1893.
- Requête adressée à des officiers romains (papyrus inédit de la collection de Genève). E. Leroux, 1895.
- Requête adressée à un centurion par des fermiers égyptiens : papyrus de la collection de Genève. E. Leroux, 1895.
- Textes grecs inédits de la collection papyrologique de Genève. Georg, 1909.
- Un catalogue d’œuvres d’art conservées à Rome à l’époque impériale. Texte du papyrus latin VII de Genève transcrit et commenté par Jules Nicole. Georg, 1906.
- Un partage d’hoirie en Égypte l’an 350 ap. J. C. (No. 14bis de ma collection de papyrus grecs d’El-Fayoum), 1894. Georg, 1907.